# Radioplane BTT
Radioplane BTT, định danh công ty RP-71, là họ các bia bay do Radioplane Company và sau là Northrop chế tạo.

## Tính năng kỹ chiến thuật (MQM-36)
Dữ liệu lấy từ Jane's All The World's Aircraft 1966–67
Đặc điểm tổng quát
- Kíp lái: 0
- Chiều dài: 13 ft 7 in (4.14 m)
- Sải cánh: 11 ft 6 in (3.50 m)
- Chiều cao: 2 ft 7 in (0.79 m)
- Diện tích cánh: 1.74 ft2 (18.7 m2)
- Tỉ số mặt cắt: 7.0:1
- Trọng lượng rỗng: 273 lb (124 kg)
- Trọng lượng có tải: 403 lb (183 kg)
- Động cơ: 1 × McCulloch O-100-2, 72 hp (53 kW) mỗi chiếc

Hiệu suất bay
- Vận tốc cực đại: 202 mph (324 km/h)
- Vận tốc tắt ngưỡng: 67 mph (108 km/h)
- Tầm bay: 207 dặm (333 km)
- Thời gian bay: 1 giờ
- Trần bay: 23.000 ft (7.000 m)
- Vận tốc lên cao: 3.500 ft/min (17,8 m/s)